# Emily Jing
Pour les articles homonymes, voir Jing.
Emily Jing (née le 13 mai 2007) est une escrimeuse américaine pratiquant le fleuret. Elle a remporté la médaille d'or fleuret féminin par équipes aux championnats du monde d'escrime de 2025.

## Biographie
Sa soeur, Alexandra Jing, est également fleurettiste, médaillée de bronze aux championnats du monde cadet en 2021.
Emily Jing participe aux championnats du monde d'escrime juniors et cadets en 2023 et remporte la médaille d'or par équipes junior et une médaille de bronze en individuel cadet.
En juin 2025, elle remporte le titre par équipes avec les États-Unis aux championnats panaméricains d'escrime. Le mois suivant, elle devient championne du monde par équipes.

## Palmarès
- Championnats du monde
  -  Médaille d'or par équipes aux championnats du monde d'escrime 2025 à Tbilissi

- Championnats panaméricains d'escrime
  -  Médaille d'or par équipes aux championnats panaméricains d'escrime 2025 à Rio de Janeiro